# Zorongo
El zorongo és un cant i ball popular propi de la música andalusa. Es caracteritza per la seva mètrica ternària. El zorongo més conegut és el que La Argentinita i Federico García Lorca van gravar al cant i al piano respectivament en 1931. Sense ser estrictament un pal flamenc, el seu estil andalús permet que es aflamenque amb facilitat.